# Plate
Plate is een gemeente in de Duitse deelstaat Mecklenburg-Voor-Pommeren, en maakt deel uit van de Landkreis Ludwigslust-Parchim.
Plate telt 3.324 inwoners.
De gemeente bestaat uit de dorpen (Ortsteile) Plate, Consrade en Peckatel.